# Кампредон, Жак де
Жак де Кампредон (фр. Jacques de Campredon; 7 июня 1672 — 1749) — французский дипломат, первый дипломатический представитель Франции в России.

## Биография
Родился 7 июня 1672 года от брака Жака VII де Кампредона и Анн-Мари Дюран.
Начал дипломатическую карьеру в Копенгагене в 1693 году в качестве секретаря французского посла маркиза де Бонрепо. В 1698 году Бонрепо, уехал во Францию, оставив Кампредона в Гааге в качестве временного поверенного в делах. В 1700 году вместе с послом маркизом де Бонаком был направлен в Эстляндию к шведскому королю Карлу XII, откуда посол уехал в Ригу, а Кампредон остался в Курляндии для отслеживания передвижений шведской армии.
После того, как Карл XII двинулся в Польшу, Кампредон хотел последовать за ним, однако король отослал всех иностранных дипломатических представителей в Ригу. Впрочем, маркиз де Бонак приказал ему вновь отправиться к армии, и тот в начале апреля 1701 года опять присоединился к ней возле Немана.
Поскольку король отказал ему в аудиенции, он был вынужден направиться в Стокгольм, где оставался вплоть до 1717 года сначала в качестве поверенного в делах, а затем, с 1707 года, как резидент. В связи с назначением в 1717 году французским послом графа де ла Марка необходимость в присутствии Капредона в Швеции отпала, и поэтому осенью 1717 года он вернулся в Париж.
Летом 1719 года Кампредона направили в Ганновер, а затем вновь назначили к шведскому двору для представления при нём интересов Франции. В ноябре 1719 года в Стокгольме благодаря его участию между Швецией и Ганновером был подписан мирный договор. Кампредон также посредничал при подписании шведско-прусского и шведско-датского мирных договоров (зима и лето 1720 года).
В начале 1721 года в качестве полномочного министра послан в Петербург, где должен был добиваться принятия французского посредничества в вопросе русско-шведского примирения. Однако переговоры успеха не имели.
После заключения Ништадтского мира переведён в Россию в качестве посланника с правом заключать и подписывать любые договоры, какие он найдет наиболее целесообразными для Франции. Его продолжительные переговоры о франко-русском союзе результата, однако, не дали, и в 1726 году его направили в Геную.
В 1739 году оставил карьеру дипломата.
Владел немецким и голландским языками, во время пребывания в Швеции изучал шведский.
Извлечения из его шведских депеш были опубликованы в Швеции в 1854 году в «Handlingar rörande Sveriges historia under åren 1713—1720», донесения же из России изданы в «Сборнике Императорского Русского Исторического Общества» (т. 40, 49, 52, 58 и 64).

## Семья
С 1711 года был женат на баронессе Адриенн-Королин ван Руд де Дракенштайн.